# Перевёрнутая латинская альфа
Ɒ, ɒ (перевёрнутая альфа) — буква расширенной латиницы, символ МФА. Обозначает огублённый гласный заднего ряда нижнего подъёма.

## Использование
Впервые была упомянута в документах МФА в 1921 году, была официально утверждена в 1928 году.
В расширениях для МФА также используется надстрочная форма буквы — ᶛ.
В большинстве вариантов Американской фонетической транскрипции также обозначает огублённый гласный заднего ряда нижнего подъёма, но иногда может обозначать аналогичный неогублённый звук (МФА: [ɑ]). Заглавная форма буквы (Ɒ) может использоваться в некоторых её вариантах для обозначения оглушённого неогублённого звука.